# La Flèche Wallonne 2012
Das La Flèche Wallonne 2012 war die 76. Austragung dieses Radsportklassikers und fand am 18. April 2012 statt. Es war das zweite Rennen der „Ardennen-Woche“ und wurde an einem Mittwoch, zwischen dem Amstel Gold Race und Lüttich–Bastogne–Lüttich, ausgetragen. Das Eintagesrennen war Teil der UCI WorldTour 2012 und innerhalb dieser das zwölfte von 28 Rennen. Die Gesamtdistanz des Rennens betrug 194 Kilometer. 
Es siegte der Spanier Joaquim Rodríguez aus der russischen Mannschaft Katusha vor dem Schweizer Michael Albasini aus der australischen Mannschaft GreenEdge und dem Belgier Philippe Gilbert aus der US-amerikanischen Mannschaft BMC.

## Teilnehmende Mannschaften
Startberechtigt waren die 18 UCI ProTeams der Saison 2012. Zusätzlich vergab der Veranstalter Wildcards an sieben UCI Professional Continental Teams. Insgesamt nahmen 198 Fahrer an den Rennen teil.
| ProTeams (18)- AG2R La Mondiale - Astana - BMC Racing Team - Euskaltel-Euskadi - FDJ-BigMat - Garmin-Barracuda - Katusha Team - Lampre-ISD - Liquigas-Cannondale - Lotto-Belisol - Movistar Team - Omega Pharma-Quick Step - GreenEDGE - Rabobank - RadioShack-Nissan - Saxo Bank - Sky - Vacansoleil - DCM Professional Continental Teams (7)- Accent Jobs-Willems Veranda's - Argos-Shimano - Colombia-Coldeportes - Landbouwkrediet-Euphony - Saur-Sojasun - Topsport Vlaanderen-Mercator - Team Type 1-Sanofi |
| |

## Ergebnis
| \| Gesamtwertung \| Gesamtwertung \| Gesamtwertung \| Gesamtwertung \| Gesamtwertung \| \| Fahrer \| Fahrer \| Land \| Team \| Zeit \| \| ------------- \| --------------------- \| ------------- \| ------------------- \| --------------- \| \| 1. \| Joaquim Rodríguez \| Spanien \| Katusha \| 4 h 45 min 41 s \| \| 2. \| Michael Albasini \| Schweiz \| GreenEDGE \| + 4 s \| \| 3. \| Philippe Gilbert \| Belgien \| BMC Racing Team \| + 4 s \| \| 4. \| Jelle Vanendert \| Belgien \| Lotto-Belisol \| + 4 s \| \| 5. \| Robert Kišerlovski \| Kroatien \| Astana \| + 7 s \| \| 6. \| Daniel Martin \| Irland \| Garmin-Barracuda \| + 9 s \| \| 7. \| Bauke Mollema \| Niederlande \| Rabobank \| + 9 s \| \| 8. \| Vincenzo Nibali \| Italien \| Liquigas-Cannondale \| + 9 s \| \| 9. \| Diego Ulissi \| Italien \| Lampre-ISD \| + 9 s \| \| 10. \| Jurgen Van Den Broeck \| Belgien \| Lotto-Belisol \| + 11 s \| |                       |             |                     |                 |
| |                       |             |                     |                 |
| Quelle: ProCyclingStats |                       |             |                     |                 |
| Gesamtwertung |                       |             |                     |                 |
| Fahrer | Fahrer                | Land        | Team                | Zeit            |
| 1. | Joaquim Rodríguez     | Spanien     | Katusha             | 4 h 45 min 41 s |
| 2. | Michael Albasini      | Schweiz     | GreenEDGE           | + 4 s           |
| 3. | Philippe Gilbert      | Belgien     | BMC Racing Team     | + 4 s           |
| 4. | Jelle Vanendert       | Belgien     | Lotto-Belisol       | + 4 s           |
| 5. | Robert Kišerlovski    | Kroatien    | Astana              | + 7 s           |
| 6. | Daniel Martin         | Irland      | Garmin-Barracuda    | + 9 s           |
| 7. | Bauke Mollema         | Niederlande | Rabobank            | + 9 s           |
| 8. | Vincenzo Nibali       | Italien     | Liquigas-Cannondale | + 9 s           |
| 9. | Diego Ulissi          | Italien     | Lampre-ISD          | + 9 s           |
| 10. | Jurgen Van Den Broeck | Belgien     | Lotto-Belisol       | + 11 s          |